# Imram
Le prix Imram (« Navigation, Odyssée ») est attribué chaque année en octobre pour l'ensemble d'une œuvre en langue bretonne. Il a été créé en 1984, à l'occasion des Rencontres poétiques internationales de Bretagne qui ont lieu à Saint-Malo, à la Maison internationale des poètes et des écrivains, ainsi qu'au château de la Briantais. Son nom est tiré de celui d'une œuvre de Maodez Glanndour, premier lauréat de ce prix. 

## Liste des lauréats

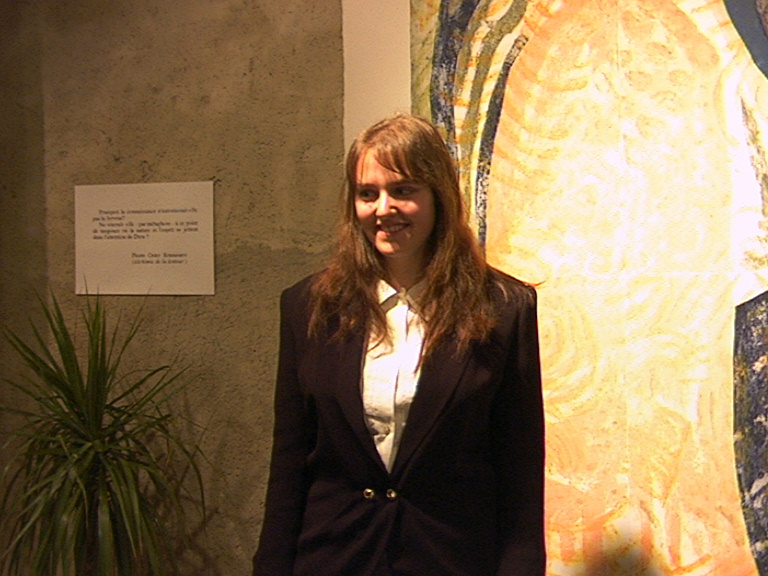
Anna Mouradova recevant le prix Imram à Saint-Malo en 1998.

- Maodez Glanndour
- 1986 : Yann-Ber Piriou
- 1987 : Bernez Tangi[2]
- Naïg Rozmor
- Ronan Huon
- Goulc'han Kervella
- Gwendal Denez
- Fañch Peru
- Yves Guernic
- Pierre Le Bihan
- Yann-Fañch Kemener
- Anne Auffret[3]
- Pierre Denis
- Tudual Huon
- 1998 : Anna Mouradova
- Annaig Renault
- Alan Botrel
- Lan Tangi
- Tugdual Kalvez
- René Galand
- 2004 : Nolwenn Korbell[4]
- Daniel Doujet
- 2006 : Alan Stivell
- 2010 : David ar Gall
- 2012 : Lena Louarn[5]
- 2014: Paskal Tabuteau
- 2016 : Denez Prigent[6]